# La casa degli assi
La casa degli assi è un reality e talent show incentrato sul poker sportivo andato in onda su Italia 2 dal 27 aprile 2014 e su Italia 1 dal 23 giugno 2014. La prima edizione del programma è stata girata in Marocco nella città di Taroudant, vicino ad Agadir mentre la seconda edizione è stata girata nell'isola di Malta.

## Il programma
Nell'arco di 4 settimane, 12 concorrenti ripresi dalle telecamere si cimentano in sfide sportive e di abilità, sia all'interno che all'esterno della villa in cui alloggiano. Ciascuno di loro riceve una quota iniziale di 15 000 chip, dotazione che può essere incrementata nel corso della trasmissione tramite sfide relazionate al poker sportivo, ma anche in prove fisiche e mentali che talvolta si svolgono in ambienti e contesti tipici del luogo.
Ogni settimana, attraverso un sistema di nomination, sono selezionati i concorrenti che parteciperanno al tavolo eliminatorio, dove potranno guadagnare ulteriori chip per aumentare le proprie possibilità di vittoria, o perderle fino ad essere eliminati dallo show. Il giocatore che detiene temporaneamente lo stack maggiore (chip leader) gode di alcuni privilegi, mentre i concorrenti che ottengono risultati negativi nel corso della trasmissione possono essere soggetti a penalizzazioni quali riduzioni dello stack, partecipazioni a prove di abilità particolarmente difficili e nomination obbligatorie per le partite di eliminazione.

## Format
Il programma si basa su un format originale di PokerStars.it realizzato in Italia da Magnolia.
In Francia esiste un programma simile chiamato La Maison du bluff che, in seguito al crescente successo, ha raggiunto la quarta stagione.

## Edizioni
| Edizioni                                | Presentatore | Rete     | Messa in onda  | Concorrenti | Vincitore        | Montepremi | Destinazione |
| --------------------------------------- | ------------ | -------- | -------------- | ----------- | ---------------- | ---------- | ------------ |
| Prima edizione                          | Luca Pagano  | Italia 2 | 27 aprile 2014 | 17          | Daniele Palini   | 50000 euro | Marocco      |
| Seconda edizione (La casa degli assi 2) | Luca Pagano  | Italia 1 | 31 marzo 2015  | 19          | Sabina Hiatullah | 50000 euro | Malta        |

## Prima edizione
La prima edizione è andata in onda su Italia 2 dal 27 aprile 2014 e su Italia 1 dal 23 giugno 2014. La prima edizione del programma è stata girata in Marocco nella città di Taroudant, vicino ad Agadir. Le figure di riferimento nel programma sono stati i giudici nella fase di casting e il Direttore affiancato dai coach durante le riprese nella villa. Alla prima categoria appartengono Daniela Gelmi (specialista in Human Resources e Vice Presidente di Mercuri Urval Italia), Francesco Di Fant (esperto di comunicazione non verbale), Giada Fang e Pier Paolo Fabretti (entrambi giocatori di poker professionisti del Team PokerStars). Ad affiancare i concorrenti nella villa sono stati il poker coach Alberto Russo (uno dei più famosi commentatori italiani di poker sportivo), la mental coach Silvia Pasqualetti e la sport coach Mariella Pellegrino oltre al noto poker player, e Direttore della Casa, Luca Pagano. Il vincitore di questa edizione è stato Daniele Palini che ha vinto il montepremi di 50 000 euro in gettoni d'oro, che ha dichiarato che avrebbe usato la vincita per aiutare i suoi genitori a comprare una casa.
I concorrenti hanno ricevuto la visita di alcuni personaggi famosi come il DJ e produttore Tommy Vee, lo chef Filippo La Mantia, l'attore Enzo Salvi e la showgirl Ludovica Martini.

## Seconda edizione
La seconda edizione, citata anche come La casa degli assi 2, va in onda dal 31 marzo su Italia 1 per 5 settimane. La destinazione di questa edizione è l'isola di Malta. Il vincitore si aggiudicherà il montepremi finale di 50.000 euro in gettoni d'oro. In questa edizione ritroviamo di nuovo Luca Pagano come direttore della casa e Mariella Pellegrino come sport coach. Invece come poker coach abbiamo Pier Paolo Fabretti, già visto ai casting insieme a Giada Fang.
La vincitrice di questa edizione è stato Sabina Hiatullah che ha vinto il montepremi di 50 000 euro in gettoni d'oro.
Ai casting aveva partecipato Luca Tassinari, già partecipante del reality show La pupa e il secchione, ma non era stato scelto come concorrente.

## Riconoscimenti
La casa degli assi è stata premiata come migliore campagna commerciale del 2014 agli EGR Italy Awards.